# Loggia parotidea
La loggia parotidea è uno spazio osteoaponeurotico situato nel collo, individuato dal muscolo sternocleidomastoideo, dal ramo della mandibola e dalla base del cranio. La loggia parotidea è racchiusa fra la fascia parotidea superficiale e la fascia parotidea profonda.

## Descrizione
La loggia parotidea ha forma di prisma irregolare, e pertanto vi si possono descrivere sei pareti: laterale, mediale, anteriore, posteriore, superiore e inferiore.
- La parete laterale è costituita dalla fascia parotidea superficiale insieme al connettivo sottocutaneo e alla cute della regione masseterina, che è prolungamento della fascia cervicale superficiale.

- La parete mediale si presenta fortemente concava e corrisponde alla parete laterale della faringe: superficie esterna muscolo costrittore superiore della faringe.

- La parete anteriore è rappresentata dal margine posteriore del ramo della mandibola e da una porzione del muscolo pterigoideo interno, coperto dalla fascia pterigoidea interna.

- La parete posteriore è costituita, dall'esterno all'interno, dal margine anteriore del muscolo sternocleidomastoideo, dal ventre posteriore del muscolo digastrico, dalla vena giugulare interna, dall'arteria carotide esterna, dal processo stiloideo dell'osso temporale e dai muscoli che da questo processo originano (Stiloioideo, Stiloglosso, Stilofaringeo).

- La parete superiore è formata dalla parte cartilaginea del meato acustico esterno e dalla prima parte ossea dello stesso meato, oltre che dalla base del processo stiloideo.

- La parete inferiore è data dall'unione in basso della fascia parotidea profonda con la fascia parotidea superficiale. A livello di questa parete si forma un setto fibroso che separa la loggia parotidea dalla loggia sottomandibolare.

## Le fasce
Come precedentemente accennato, la loggia parotidea è racchiusa da due fasce, fra loro connesse, che sono la fascia parotidea superficiale e la fascia parotidea profonda.
La fascia parotidea profonda si dispone a formare una concavità i cui margini anteriore e posteriore combaciano con i margini della fascia parotidea superficiale, che è invece disposta a formare un piano.

### Fascia parotidea superficiale
La fascia parotidea superficiale è una porzione della fascia cervicale superficiale. Si estende fra il margine anteriore del muscolo sternocleidomastoideo e il margine posteriore dell'angolo e del ramo della mandibola.

### Fascia parotidea profonda
La fascia parotidea profonda origina dalla fascia parotidea superficiale a livello del margine anteriore del muscolo sternocleidomastoideo. Da qui si approfonda ricoprendo il ventre posteriore del muscolo digastrico, portandosi poi al processo stioloideo, cui aderisce intimamente. Successivamente ricopre il Fascio di Riolano (Stiloioideo, Stiloglosso, Stilofaringeo) e si porta alla faringe alla lingua e all'osso ioide.
Dalla parete laterale della faringe, la fascia parotidea profonda si riflette anteriormente, coprendo parte del muscolo pterigoideo interno e il margine posteriore del ramo della mandibola, dove si fonde nuovamente con la fascia parotidea superficiale.
In alto, la fascia parotidea profonda si porta fino alla base del processo stiloideo, per poi confondersi con il periostio della base del cranio, senza quindi andare a fondersi con la fascia parotidea superficiale.
In basso, la fascia parotidea profonda, discende fino all'angolo della mandibola, riflettendosi poi in avanti e formando così la parete inferiore della loggia parotidea. Inoltre, si viene così a formare un setto fibroso a separazione della loggia parotidea dalla loggia sottomandibolare.

## Contenuti
Il principale organo contenuto nella loggia parotidea è la ghiandola parotide. Altri contenuti sono relativi a questa ghiandola, essendo principalmente vasi e nervi ad essa diretti.